# Костел Святого Антонія (Великі Межирічі)

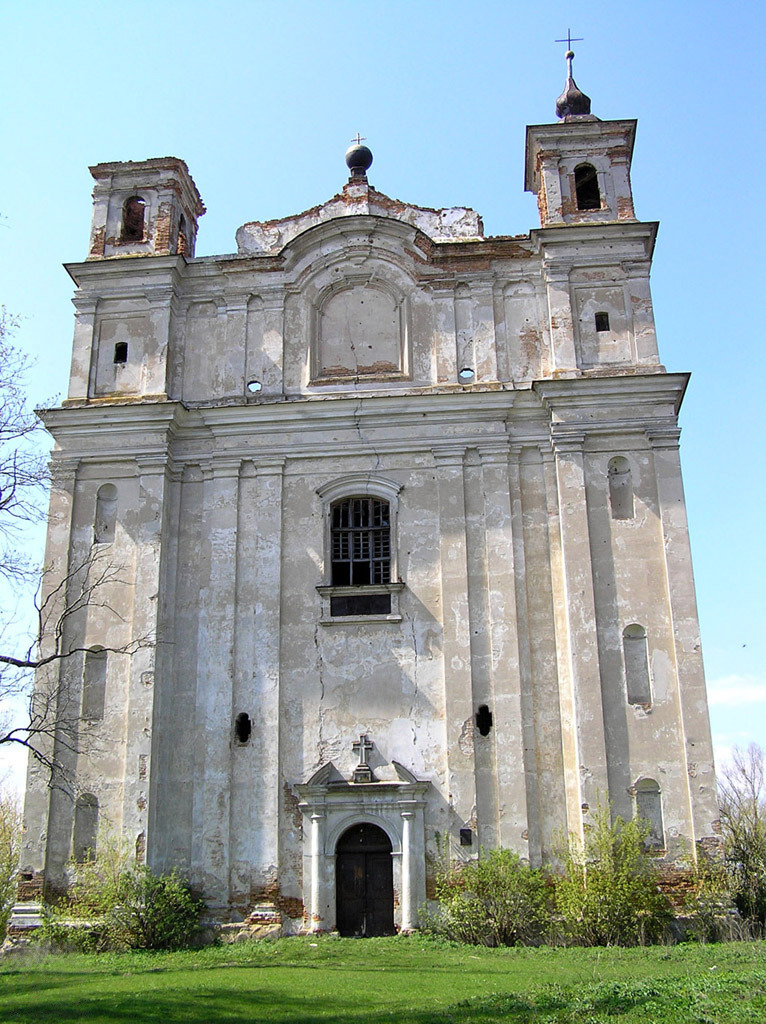
Костел Святого Антонія, бл. 2005

Костел Святого Антонія — культова споруда в колишньому містечку Межирічі корецькому (нині село Великі Межиричі Рівненської області, Україна). Пам'ятка архітектури України національного значення. Збудований в індивідуальному стилі Войцеха Ленартовича з грою різновеликих об'ємів, кожний з яких має свій, бароковий за характером фронтон. 

## Історія
Побудований упродовж 1702–1725 рр. коштом тодішнього володаря села, краківського старости, князя Єжи Домініка Любомирського. Будували його за проєктом архітектора Войцеха Ленартовича (майстер любомирського[джерело?] цеху каменярів і каменотесів, автор проєктів костелів Внебовзяття Пресвятої Діви Марії (Угнів), Святого Марка (Варяж) та Новоукраїнки). 
"Костел св. Антонія Падуанського, ордену Найсвятішої Панни Марії отців піарів у Межирічі", згадується у листі папи римського Климента XI до межиріцьких монахів ордену піарів. Його датовано 6 липня 1715 року, і в ньому йдеться про утримання ордену, навчання студентів, публічні зібрання, читання сезонних ораторій, приймання бідних, проведення богослужінь у костелі св. Антонія під час різних урочистостей, обрядів і т.п. Також, папа відпускав усі гріхи членам цього ордену, і тим хто вступить до нього (у перший день вступу). Це мало сприяти зростанню ордену, позаяк папа "ввіряв його милосердному Всемогутньому Богу і благодаті св. Петра і Павла".
Консекрацію храму 1725 року провів єпископ Стефан Богуслав Рупньовський.
У наші дні — покинутий, стоїть пусткою та потребує реставрації, ніяк не використовується.
У листопаді 2014 року поблизу храму були перепоховані знайдені всередині на нижньому поверсі людські останки.

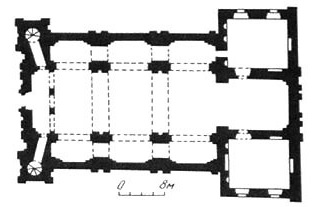
План костелу

## Архітектура
Побудований за проєктом архітектора Войцеха Ленартовича, в індивідуальному стилі митця, з грою різновеликих об'ємів, кожний з яких має свій, бароковий за характером фронтон. Будівля цегляна, тринавна, чотиристороння, зального типу з хорами. Склепіння хрещаті. Середня нава виділена у просторову структуру інтер'єру; він значно ширше бічних, відрізняється глибинним розкриття внутрішнього простору. Цьому сприяє трьох-пролітна аркада, яка об'єднує з ним середнє членування нартекса і розкритий в інтер'єрі апсидний обсяг. Бічні членування в нартексі з гвинтовими сходами завершуються двоярусними, квадратними в планах вежами-дзвіницями. Ззовні стіни будинку розчленовані пілястрами; на бічних фасадах розташування відповідає внутрішнім опорним стовпам. Вікна з лучковими перемичками розташовані високо. Спорудження прикрашено трьома фронтонами барокового характеру. Принципам розвиненого бароко в зовнішньому декорі відповідають розірваний сегментний фронтон головного порталу, сегментні сандрики і високий антаблемент з розкрепованим фризом і карнизом, периметрально оперізуючий будинок. Абсида прямокутна. Західний фасад у стриманих формах бароко з тонкими пілястрами і двома бічними вежами зі сходинками нагору. Вежі мають ніші для скульптур у 2 яруси. 
Інтер'єр вирізнявся багатством пластичного декору. Мав орган. Інтер'єри зруйновані.

## Цікаві факти
У 2020 році в костелі пройшли знімання сцени фільму «Максим Оса та золото Песиголовця».